# Laszkar-e-Dżangwi
Lashkar-e-Jhangvi – (LJ), ang. Army of Jhang - terrorystyczna organizacja zbrojna działająca w Pakistanie.
Przywódcą grupy jest Qari Hussain. Grupa mogła być zamieszana w zamordowanie w lutym 2009 r. polskiego geologa Piotra Stańczaka.